# Nicolas Baudeau

Explication du tableau économique, 1967

Nicolas Baudeau, född 1730, död omkring 1792, var en fransk nationalekonom och abbé. Han grundlade 1765 i Paris en tidskrift, Éphémérides du citoyen, i vilken han bland annat bekämpade fysiokraternas läror. Genom hans övergång till motståndarnas åsikt blev emellertid tidskriften, som från 1773 bar namnet Nouvelles éphémérides économiques, den fysiokratiska skolans egentliga organ. Baudeau tjänstgjorde därefter som redaktör till 1768 och från 1773 tills tidskriften upphörde
1776. Baudeau korresponderade med flera utländska statsmän, bland andra riksrådet Carl Fredrik Scheffer.